# Trichostomum angustatum
Trichostomum angustatum là một loài Rêu trong họ Pottiaceae. Loài này được (P. Beauv.) P. Beauv. miêu tả khoa học đầu tiên năm 1823.